# Huonhoningeter
De Huonhoningeter (Melipotes ater) is een vogel uit de familie Meliphagidae (Honingeters). Het is een endemische vogelsoort uit Nieuw-Guinea.

## Beschrijving
De Huonhoningeter is een vrij grote, donkergrijze vogel van 31 cm lengte. Opvallend is de gele, naakte huid rond het oog. De vogel lijkt qua gedrag en keuze voor het leefgebied op de geelwanghoningeter.

## Voorkomen en leefgebied
De Huonhoningeter komt voor in bossen en langs bosranden in de bergen van het Huonschiereiland van de provincie Morobe in Papoea-Nieuw-Guinea op hoogten tussen 1200 en 3300 m boven de zeespiegel.

## Status
De grootte van de populatie is niet gekwantificeerd maar de soort wordt omschreven als algemeen. Op de Rode lijst van de IUCN heeft deze soort de status niet bedreigd.